# Región de Gisborne
Gisborne es el nombre de una unidad territorial en Nueva Zelanda, siendo tanto una región y un distrito. Gisborne tiene este nombre en honor de uno de los primeros secretarios coloniales William Gisborne. El concejo se localiza en la ciudad de Gisborne.
La ciudad de Gisborne se la considera la ciudad antípoda natural de la ciudad española de Albacete.

## Hijos de Gisborne
- Kelly Evernden (21 de septiembre de 1962), jugador profesional de tenis
- Graham Sligo (24 de diciembre de 1954), jugador de hockey
- Dame Kiri Te Kanawa (6 de marzo de 1944), cantante de opera
- Rico Gear (26 de febrero de 1978), jugador de rugby unión
- Joseph Bremmer (actualmente residiendo en Buenos Aires)
- Manuel José de Frutos (1811-1873), español que emigró a Nueva Zelanda en el siglo XIX, se integró en la tribu maorí de los Ngāti Porou y fundó el clan de Paniora, que en 2022 constituye la familia más numerosa del país.[1][2]

## Suburbios de Gisborne
| - Awapuni - Elgin - Gaddums Hill - Kaiti - Manutuke - Mangapapa - Riverdale |  | - Riverside - Riverview - Sponge Bay - Tamarau - Te Hapara |  | - Te Wharau - Waikanae - Waikirikiri - Wainui Beach - Whataupoko - Heatherlea |